# 선천성 무통각증
선천성 무통각증 (Congenital insensitivity to pain, CIP)은 사람이 육체적인 고통을 느낄 수 없는 (또한 느낀 적 없는) 하나 이상의 드문 상태이다. 여기에 설명된 조건은 보다 구체적인 징상과 원인이 장애의 HSAN 그룹에서 분리된다. 유익한 소리에도 불구하고, 실제로는 매우 위험한 상태이다.

## 같이 보기
- 유전성 감각성 자율신경성 신경증
  - 가족성 자율신경실조증
  - 선천성 무통각증 및 무한증
- 이하통증